# Улица Бехтерева (Ржев)

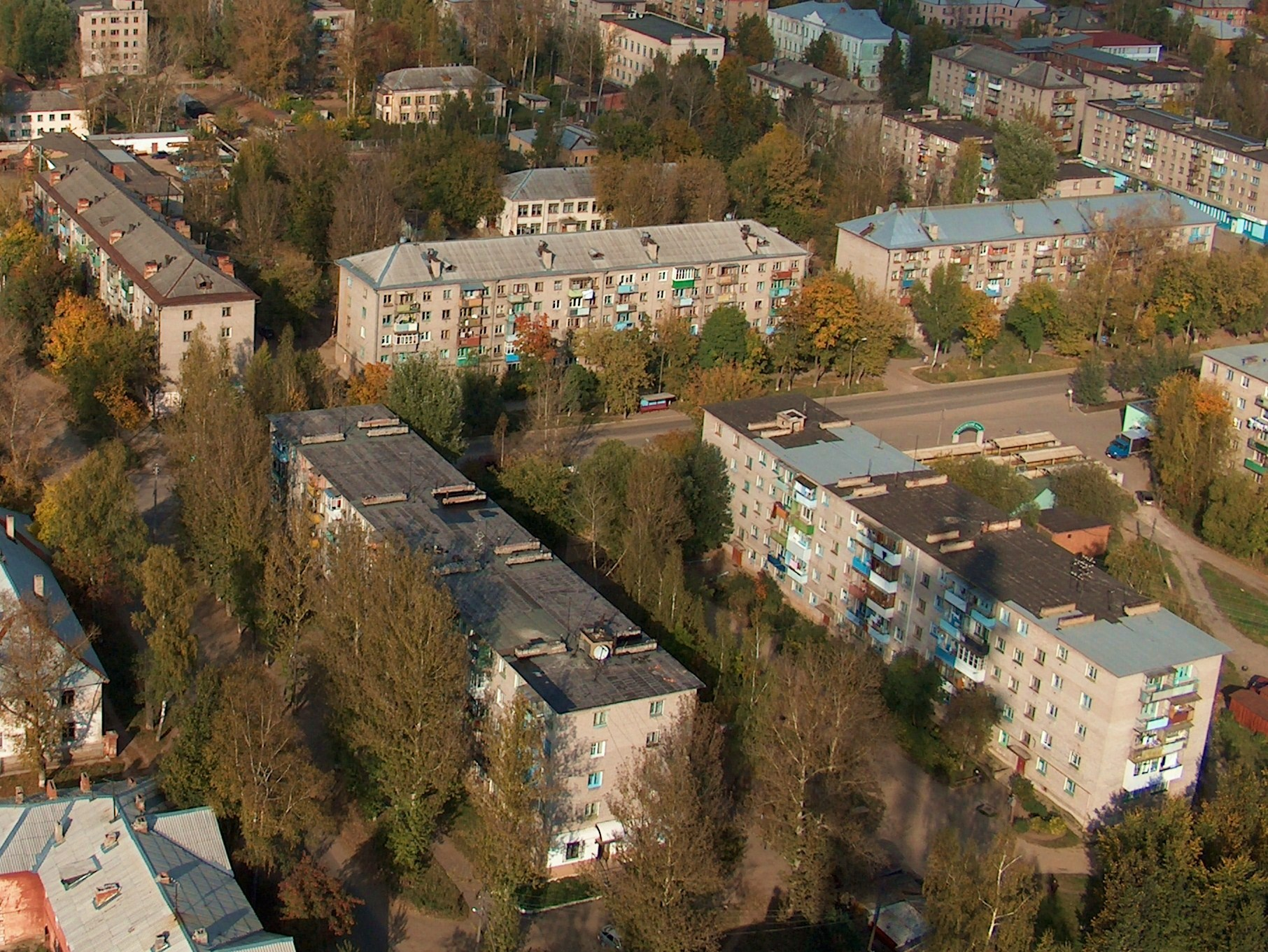
Вид на улицу Бехтерева с телевизионной башни

Улица Бехтерева (бывшая Малая Ильинская и Троцкого) — улица в центральной части города Ржева Тверской области.
Начинается от «Т»-образного перекрёстка с улицей Филиппова и следует на восток, параллельно (севернее) улице Александра Фролова. На пути пересекает шесть улиц, в том числе главную — улицу Ленина. В конце пути упирается в Советскую площадь.

## Происхождение названия
До революции улица называлась Малой Ильинской, по имени церкви располагавшейся на перекрёстке с Большой Ильинской (ныне улицей Ленина).
После революции первоначально получила имя Льва Троцкого (1879—1940) — известного революционера, теоретика марксизма, идеолога троцкизма, одного из организаторов Октябрьской революции 1917 г. и основателя Красной Армии, и носила это имя 10 лет.
Название сменили после внутрипартийного раскола в ВКП(б). В 1929 году, улица была переименована в честь Владимира Михайловича Бехтерева (1857—1927) — российского, а затем советского академика, медика-психиатра, основоположника принципов рефлексологии и патопсихологии, и носит его имя до сих пор.

## Здания и сооружения
Обе стороны улицы состоят из жилой застройки, преимущественно частной. В восточной части улицы преобладает пятиэтажная «хрущёвская» застройка. Первоначальная (дореволюционная) застройка не сохранилась.

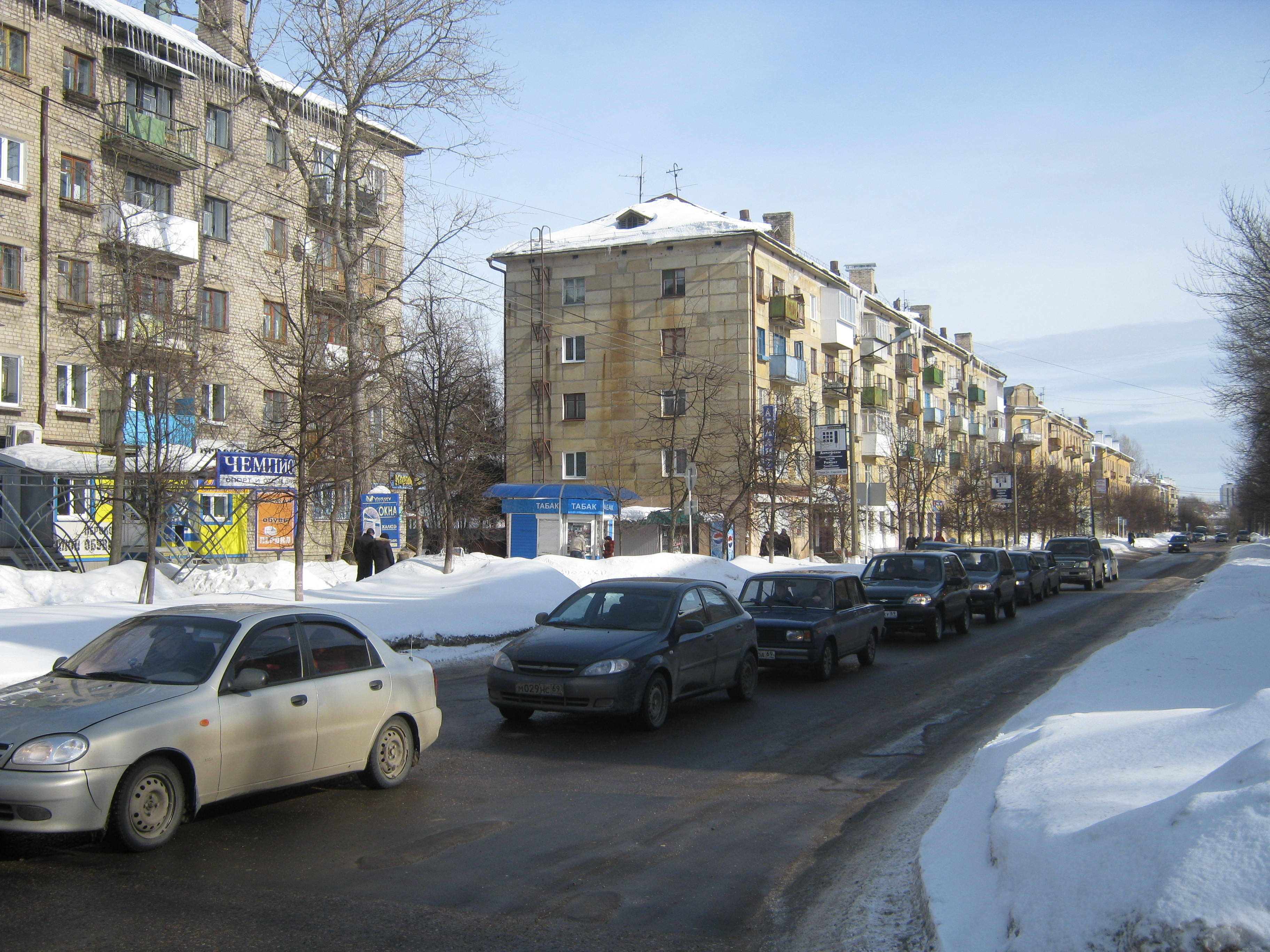
Пробка на улице Бехтерева

Среди объектов инфраструктуры выделяются:
- № 31/28 — Реабилитационный центр для бывших заключенных
- № 76 — «Proma»-Оконный Супермаркет
- № 76а — Заволжский рынок
- № 77 — Научно-технический Фонд «Стройтехпрогресс»
- № 78 — Торговый центр «Бехтеревский», Салон связи «МегаФон», Супермаркет «Магнит»
- № 79/9 — Женская консультация, Супермаркет «Дикси»
- № 81/10 — Магазины «Король Лев» и «Оптика», Салон-магазин «Виктори»
- № 83/1 — Туристическое агентство «Виза-тур»
- № 85 — Физкультурно-оздоровительный комплекс

## Транспорт
По улице пролегают маршруты городских автобусов №: 2, 3, 3а, 4, 7, 15, 24

## Смежные улицы
- Улица Филиппова
- Улица Куприянова
- Улица Энгельса
- Улица Ленина
- Советская площадь